# Aruzza
Aruzza je stará jednotka hmotnosti používaná v islámských zemích. Do češtiny se dá přeložit jako rýžové zrno.

## Převodní vztahy
1 aruzza = 0,0186 g = 1/240 miskálu kanonického.